# کانیل دیکنز
کانیل دیکنز (انگلیسی: Kaniel Dickens؛ زادهٔ ۲۱ ژوئیهٔ ۱۹۷۸) بازیکن بسکتبال اهل ایالات متحده آمریکا است.
از باشگاه‌هایی که در آن بازی کرده‌است می‌توان به هارلم گلوبتراترز، پورتلند تریل بلیزرز، بروکلین نتس، و کلیولند کاوالیرز اشاره کرد.